# Charles Gallot
Pour les articles homonymes, voir Gallot.
Charles Auguste Gallot, dit aussi Charles, né le 9 avril 1838 à Cherbourg et mort le 12 décembre 1919 à Tours, est un photographe français.
Actif à Paris de 1876 à 1898, on lui doit notamment le dernier portrait photographique du vivant de Victor Hugo, réalisé le 12 avril 1885.

## Biographie
Fils d'un commissaire de la marine, Charles Gallot se retrouve orphelin de père en 1845. Boursier, il effectue ses études au collège de Cherbourg. Il reprend une librairie de la ville en 1862 dont il confie la gestion à sa mère et à sa sœur avant de la vendre en 1865. Il se consacre alors entièrement à la photographie et ouvre un atelier à Cherbourg, au 25 rue Tour-Carrée. La même année, le 18 mai, il épouse Blanche Bréchet dont le frère Jules est également photographe. Celui-ci épouse Angela Gallot, la sœur de Charles, en avril 1865. Les deux beaux-frères ne se font pas concurrence : Jules François Bréchet (1835-1910), s'installe d'abord à Lisieux, puis à Caen. Charles Gallot connaîtra une période délicate car le tribunal de commerce le déclare en faillite le 10 août 1866, mais à la même date il fait paraître une annonce dans le journal relatant cette décision, dans laquelle il précise que l'atelier de photographie de la rue la Fontaine sera ouvert le jeudi 16 courant.
La carrière de Charles Gallot prend une ampleur plus importante lorsqu'il s'installe à Paris, d'abord sous le nom de Charles. En 1876, il ouvre un atelier au 1boulevard Beaumarchais, où il se présente comme le photographe de la Société des gens de lettres, de l’Académie française et de l’Académie des beaux-arts.. Il ouvre également des ateliers au 19 rue des Saussaies, au 105 rue de Belleville et une succursale 3 boulevard de Bonne-Nouvelle.
Il revend son atelier équipé depuis déjà longtemps en matériel électrique, en août 1898 à Legendre et Stanislas Zwierzynski[réf. nécessaire].
En janvier 1904, il est promu officier de l'Instruction publique. Il est également musicien et écrira deux polkas : Collodion dite aussi Polka des photographeset La Cingalaise, pour xylophone qui obtint un grand succès dans un des cafés chantants des boulevards parisiens.
Un ensemble de 50 de ses portraits d'écrivains, poètes, publicistes etc., réalisés vers 1880, furent mis en vente à Paris à l'hôtel Drouot.

## Œuvres
Portrait photographique de personnalités :
- Eugène Farcot (1830-1896)
- Élie Berthet (1815-1891)
- Henri de Bornier (1825-1901)
- Gustave Boulanger (1824-1888)[6]
- Paul Bourget (1852-1935)[7]
- Champfleury (1821-1889)
- François Coppée (1842-1908)
- Léo Delibes (1836-1891)[8]
- Eva Gonzalès (1849-1883)
- Ludovic Halévy (1834-1908)
- Ernest d'Hervilly (1839-1911)
- Victor Hugo (1802-1885)[9]
- Eugène Labiche (1815-1888)
- Jules Lacroix (1809-1887)
- Ferdinand de Lesseps
- Hector Malot (1830-1907)
- Catulle Mendès (1841-1909)
- Paul Meurice (1818-1905)
- Ernest Renan (1823-1892)
- Maurice Rollinat (1846-1903)
- Francisque Sarcey (1827-1899)
- Jeanne Marguerite Tréhot (1870-1934)[10].
- Mathilde Mauté-Verlaine (1853-1914)[11].

## Publications
- Personnalités contemporaines : portraits et biographies, 3 vol., Impr. de Lutèce, 1884-1885.

## Récompenses et distinctions
- Cinq médailles d'or à Paris, section artistique 1885, Lyon, Bordeaux, Exposition universelle de 1885 à Anvers, Rouen.
- Officier de l'Instruction publique (janvier 1904).